# Кочетов Іван Данилович
Іван Данилович Кочетов (9 червня 1917 — 14 травня 1943) — командир ескадрильї 70-го гвардійського штурмового авіаційного полку (3-я гвардійська штурмова авіаційна дивізія, 6-а повітряна армія, Північно-Західний фронт), гвардії старший лейтенант, Герой Радянського Союзу.

## Біографія
Іван Данилович Кочетов народився в червні 1917 року у Стерлітамаку. Росіянин. Освіта неповна середня. Член ВКП(б) з 1943 року. До призову в армію працював слюсарем у Стерлітамацькому МТС.
В Червону армію призваний у 1937 році Стерлітамацьким міськвійськкоматом. У 1938 році закінчив Оренбурзьку військову школу льотчиків. На фронті Другої світової війни з вересня 1941 року.
Відзначився в повітряних боях, здійснив 462 штурмових вильоти. З 26 січня 1943 року — командир ескадрильї 70-го гвардійського штурмового авіаційного полку (3-я гвардійська штурмова авіаційна дивізія, 6-а повітряна армія, Північно-Західний фронт).
Загинув 14 травня 1943 року. Похований в селі Градобить (нині — Фіровського району Тверської області).

## Нагороди
Указом Президії Верховної Ради СРСР від 24 серпня 1943 року за зразкове виконання завдань командування і проявлені мужність і героїзм у боях з німецько-фашистськими загарбниками гвардії старшому лейтенанту Кочетову Івану Даниловичу посмертно присвоєно звання Героя Радянського Союзу.
Також нагороджений орденом Леніна, орденами Червоного Прапора, Червоної Зірки.

## Пам'ять
Ім'ям Івана Кочетова названо одну з вулиць міста Стерлітамака, там же на будівлях школи і колишнього аероклубу, де навчався Іван Кочетов, встановлені меморіальні дошки.